# Suharno (football)
Pour l’article homonyme, voir Suharno.
Suharno, né le 1er octobre 1959 à Klaten (Java central) et mort le 19 août 2015 à Malang, est un footballeur et entraîneur de football indonésien.

## Biographie
Joueur professionnel pendant une douzaine d'années, il termine sa carrière avec le club de Niac Mitra (1987-1990). 
Dès 1988, il agit comme entraîneur adjoint. À partir de 1990, il est entraîneur en chef dans différents clubs : Gelora Dewata (1990-1996), Arema Malang (1996-1997), Persikab Bandung (1997-1999), Persema Malang (1999-2000), PSS Sleman (2001), Deltra Putra Sidoarjo (2002-2003), PKT Bontang (2005-2006), Persis Solo (2007-2008), Persiwa Wamena (2009-2010), Arema Indonesia (2011-2012), Gresik United (2012-2013), Persibo Bojonegoro (2013), et enfin Arema Cronus (2013-2015). Il est également entraîneur adjoint de l'équipe nationale en 2011-2012.
Il meurt d'une crise cardiaque le 19 août 2015.